# Édouard Schuré
Édouard Schuré (Estrasburgo, 21 de enero de 1841-París, 7 de abril de 1929) fue un escritor, esoterista y musicólogo francés, autor de novelas, piezas de teatro, escritos históricos, poéticos y filosóficos. Su obra más importante es Los grandes iniciados: Un estudio de la historia secreta de las religiones (1889).

## Biografía
Nació en una familia protestante. Huérfano de madre a la edad de 5 años y de padre a la edad de 14 años, vivió a continuación con su profesor de Historia del instituto Jean Sturm hasta la edad de 20 años. Tras su bachillerato, Édouard Schuré se inscribe en la Facultad de Derecho para contentar a su abuelo materno que era el decano; pero esta disciplina lo aburre considerablemente, por lo que pasa la mayoría de las tardes en la Facultad de Letras con jóvenes estudiantes y artistas enamorados como él de la literatura y el arte. Entre ellos su amigo músico Victor Nessler y el historiador Rudolf Reuss. Tras terminar sus estudios de derecho, decide dedicarse a la poesía. En 1861, obtuvo sin embargo su licencia en derecho. 
Estudió a los filósofos con gran interés, particularmente Descartes, Spinoza, Kant, Hegel, Schelling, Fichte, Schopenhauer y Nietzsche. Intuitivamente atraído por los misterios antiguos, leyó con gran intérés un libro que contiene una descripción detallada de los Misterios de Eleusis, lo que le causó una gran impresión. A la muerte de su abuelo, heredó lo suficiente para vivir de sus posesiones e ingresos. Abandonó rápidamente el derecho y se trasladó a Alemania con el fin de escribir una historia de Lied que ya había emprendido bajo la dirección de uno sus profesores del instituto, Albert Grün, un refugiado político alemán que lo inició en la literatura alemana y en la filosofía de Hegel. 
Alsaciano, Edouard Schuré posee una doble cultura lo que le da un espíritu abierto e incluso universal que se ampliará aún más a raíz de su encuentro con Margarita Albana. En 1866, Schuré está aún en Berlín, frecuenta asiduamente los salones literarios que a ella le apasionan. El 18 de octubre de 1866, se casa con Mathilde Nessler (1866-1922) y el matrimonio se establece en París. Publica su Historia de Lied, lo que lo introduce en los círculos literarios. Se le recibe en los salones de la condesa de Agoult, donde conoce a Ernest Renan, Jules Michelet, Taine y Jules Ferry. Dirá de sí mismo, como lo destaca G. Jeanclaude en su obra sobre Schuré: "Tres grandes personalidades actuaron de una manera soberana sobre mi vida: Richard Wagner, Margarita Albana y Rudolf Steiner. Si pudiera investigar el misterio de estas tres personalidades y hacer la síntesis, habría solucionado el problema de mi vida." (En su Diario, en 1910).

## Obras
- Historia del drama musical
- Ricardo Wagner: sus obras y sus ideas
- Los grandes iniciados: Un estudio de la historia secreta de las religiones (1889)
- Jesús: el último gran iniciado
- Rama y Moisés: el ciclo ario y la misión de Israel
- Los hijos de Lucifer
- La Atlántida: Lemuria / Evolución planetaria / Origen del hombre
- La Evolución Divina y los grandes iniciados